# Culicoides mississippiensis
Culicoides mississippiensis är en tvåvingeart som beskrevs av Hoffman 1926. Culicoides mississippiensis ingår i släktet Culicoides och familjen svidknott. Inga underarter finns listade i Catalogue of Life.